# East Warburton (Australia)
East Warburton – miasto w Australii, w stanie Wiktoria.